# Dennis Darling
Dennis Theodore Darling (ur. 6 maja 1975) – bahamski lekkoatleta specjalizujący się w długich biegach sprinterskich, dwukrotny uczestnik letnich igrzysk olimpijskich (Atlanta 1996, Ateny 2004).
Mąż Tonique Williams-Darling.

## Sukcesy sportowe
- mistrz Bahamów w biegu na 400 metrów – 2003[1]

| Rok  | Miasto    | Zawody                    | Konkurencja        | Wynik         |
| ---- | --------- | ------------------------- | ------------------ | ------------- |
| 1996 | Atlanta   | Igrzyska olimpijskie      | sztafeta 4 x 400 m | 7. miejsce    |
| 2003 | Paryż     | Mistrzostwa świata        | sztafeta 4 x 400 m | brązowy medal |
| 2004 | Budapeszt | Halowe mistrzostwa świata | sztafeta 4 x 400 m | 5. miejsce    |

## Rekordy życiowe
- bieg na 400 metrów – 45,82 – Hattiesburg 17/05/1997
- bieg na 400 metrów (hala) – 46,83 – Blacksburg 27/02/1999